# 콩타 브네생

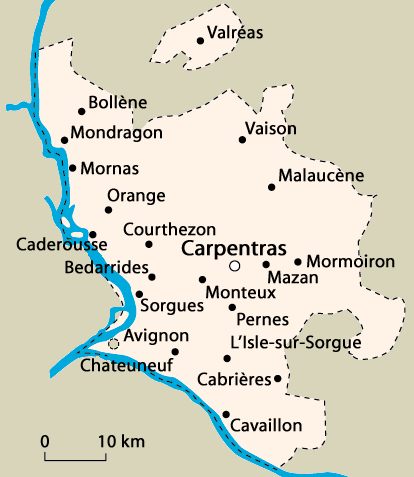
콩타 브네생의 지도

콩타 브네생(Comtat Venaissin) 또는 브네생 백작령은 1274년부터 1791년까지 교황령에 속하던 영토로, 오늘날 프랑스 남부의 프로방스알프코트다쥐르 지역에 속한다.
프랑스 왕국 영토에 둘러쌓인 월경지였는데, 아비뇽시를 중심으로 하여 대략 론강, 뒤랑스강, 방투산 사이의 영토를 관할하였고 또 북쪽에 교황 요한 22세에 의해 매입된 발레아스(Valréas) 마을과 그 주변의 영토가 월경지로 있었다. 콩타 브네생은 또한 오랑주 공국과 경계를 접하고 있었다. 프랑스 혁명 이후 주민투표를 거쳐 1791년 프랑스에 합병되었다.